# 龍山文化

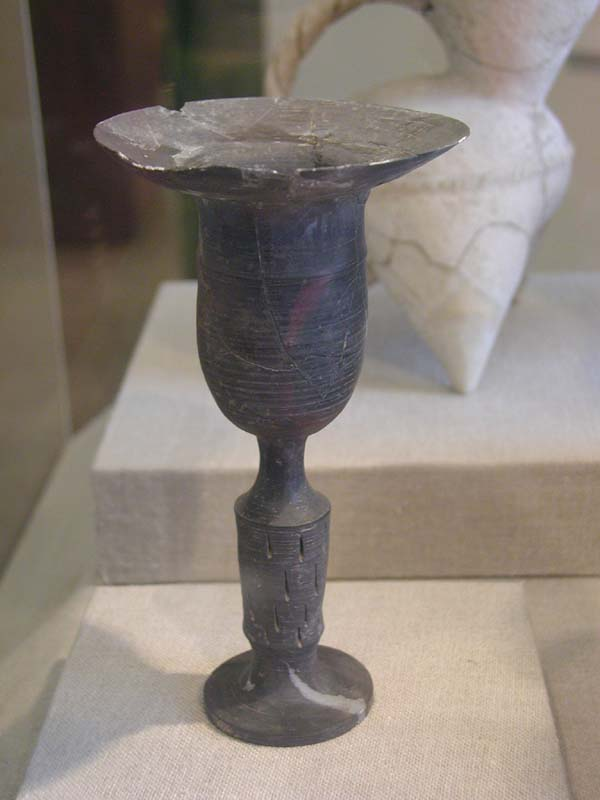
卵殻陶でできた高柄坏。山東省諸城市呈子遺跡から1976年に出土した龍山文化の陶器

龍山文化（りゅうざんぶんか、龙山文化、拼音: Lóngshān wénhuà: ロンシャン・ウェンフア, 紀元前3000年頃-紀元前2000年頃）は、中国北部（華北）の黄河中流から下流にかけて広がる新石器時代後期の文化である。黒陶が発達したことから黒陶文化ともいう。

## 概要
龍山文化は、中原龍山文化（河南龍山文化と陝西龍山文化）および山東龍山文化に分かれている。山東龍山文化は黄河下流を中心に存在した大汶口文化に続いて現れており、河南龍山文化は黄河中流に存在した仰韶文化に続いて登場している。龍山文化は黄河流域のそれまで異なった文化が栄えていた地域に広がっただけでなく、長江流域など後に漢民族の文化が栄える地域一帯に影響を及ぼした。

## 黒陶と都市の発達

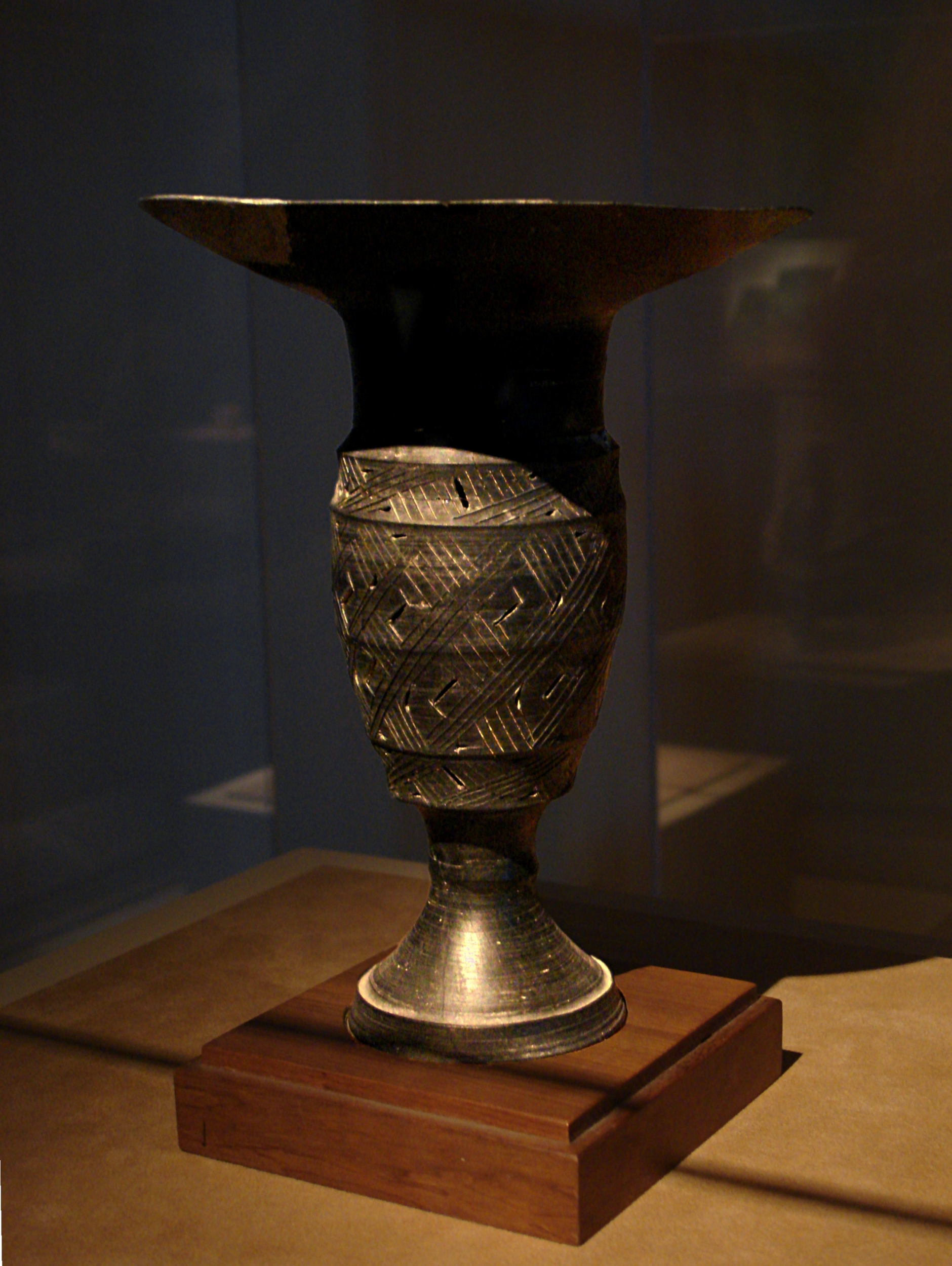
卵殻陶でできた高柄杯。山東龍山文化の出土品

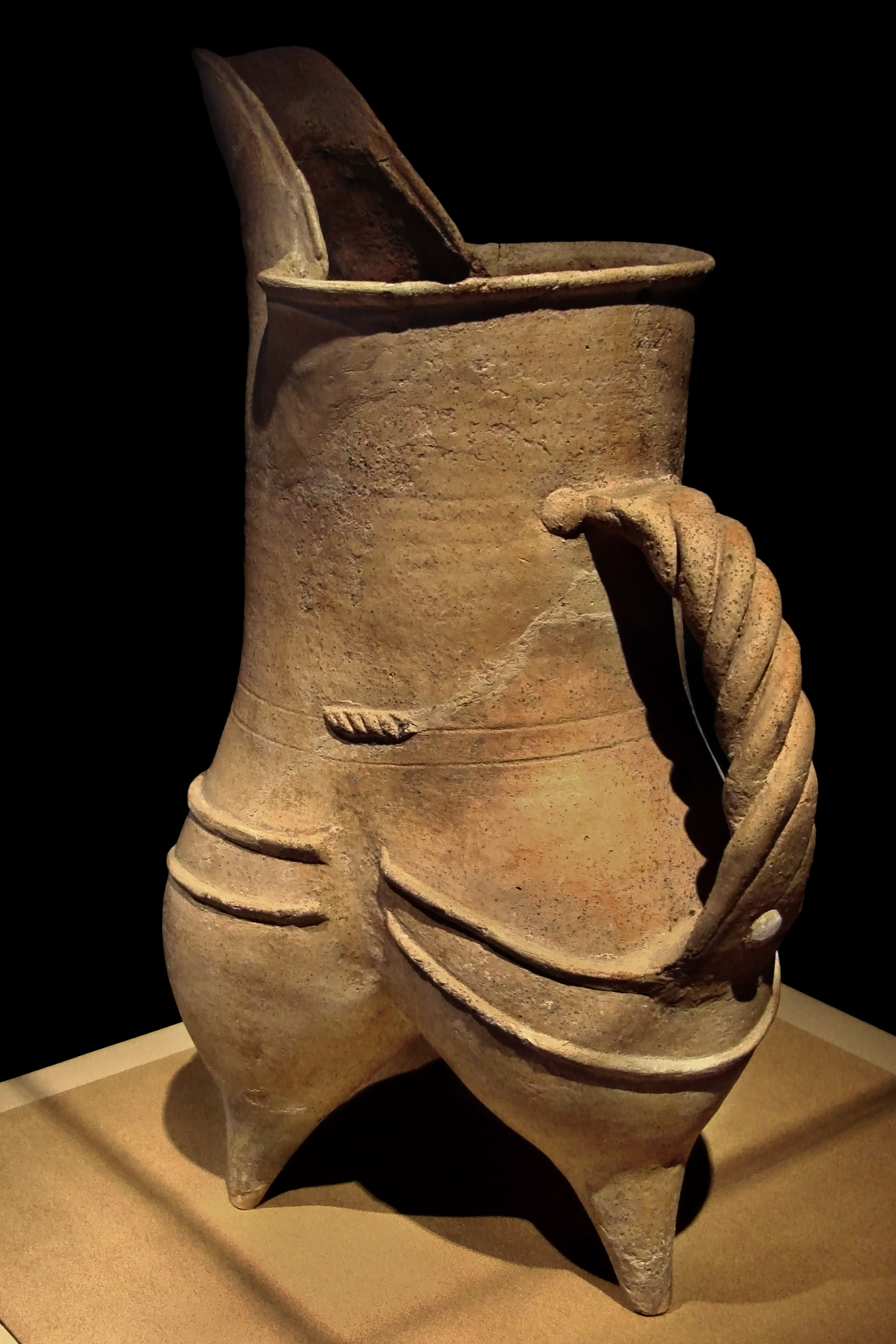
鬹（き）、三本脚の調理器。山東龍山文化の出土品

龍山文化の範囲

龍山文化は、山東省東部の章丘県龍山鎮にある城子崖で1928年に城子崖遺跡が出土し、1930年以降本格的に発掘されたことから来ている。龍山文化の特徴は、高温で焼いた灰陶・黒陶を中心にした陶器の技術の高さにあり、器の薄さが均一であることからろくろが使われていたと見られる。特に卵殻陶と呼ばれるものは、器を卵の殻のようになるまで（0.5 - 1mm）薄くした黒陶の陶器で、さらに磨きをかけて黒光りさせるか精細な文様を彫り込んだものである。これは黄河流域のみならず長江流域や中国の南部海岸付近でも発見されており、龍山文化の広がりを示している。一方で長江中流域の屈家嶺文化も灰陶・黒陶を特徴とする文化で河南省付近にまで影響を広げており、龍山文化が長江付近の文化の影響を受けた可能性もある。
陶器の生産の効率の上昇は、出土する陶器の数や種類が前の文化に比べ増大したことにもみられ、鼎や鬲、鬹、高柄杯など、調理器や食器として使われた多様な黒陶・灰陶の陶器が出土している。
陶器のほか、石包丁など石器や骨器などの武器や道具、ヒスイなどの玉なども出土している。龍山文化の後期には青銅器も出現しており、殷代・周代（あるいは殷の前にあったとされる夏代）の青銅器時代に入る過渡期であったと考えられる。
龍山文化の社会に現れた大きな変化は、都市の出現である。初期の住居は竪穴建物であったが、やがて柱や壁を建てた家屋が出現した。また土を突き固めた城壁や堀が出土しており、特に山西省襄汾県の陶寺郷の南で発見された陝西龍山文化の遺跡・陶寺遺跡（紀元前2500年 - 紀元前1900年）は龍山文化の都市遺跡の中でも最大級のものであった。
農業や手工業の発達も特徴である。陝西省の渭河周辺では農業と牧畜業が仰韶文化の時期に比べ大きく発展している。コメの栽培も始まっており、カイコを育てる養蚕業の存在と小規模な絹織物の生産の開始も確認されている。
動物の肩胛骨を使った占いや巫術も始まっており、宗教も出現していたとみられる。農業などの発達により、社会の生産に余剰が生まれ、私有財産が出現し社会の階層化が進み、父権制社会や階級社会が誕生した。
中国の新石器時代の人口は、龍山文化で一つのピークに達したが龍山文化の末期には人口は激減した。同時に墳墓の副葬品から高品質の卵殻陶・黒陶なども見られなくなった。

## 龍山文化の区分
龍山文化の前期は紀元前3000年から紀元前2600年ごろで、紀元前2600年ごろから紀元前2000年ごろが後期とされている 。また龍山文化は黄河流域の地形に合わせて、中原の河南龍山文化、渭河沿いの陝西龍山文化、黄河最下流の山東龍山文化など地域ごとにさまざまに分化しており、特に後期になると分化が明確になる。渭河沿いは後にシルクロードと呼ばれる西域への交易路の起点であり、中国の歴史の中心の一つとなった。